# Keyla K
Pour les articles homonymes, voir Cissé.
Keyla K de son vrai nom Kadiatou Cissé née à Conakry, est une activiste et musicienne guinéenne.

## Biographie

### Enfance, formations et débuts
Keyla K née à Conakry a grandi entre la Côte d’Ivoire et la Guinée.
Keyla K a commencé ses études à Abidjan de la maternelle au primaire, puis elle rentre en Guinée pour poursuivre le cycle primaire.
Elle a fait le collège et une partie du lycée option sciences expérimentales avant de changer d'option pour la terminal au lycée Mahatma Gandhi et option le BAC en 2011.
En 2012, elle est oriente en journalisme et communication a l'université Mahatma Gandhi à Lambagni d'où elle sort avec une licence en 2014.

## Parcours musicienne
En 2014, elle sort son premier single intitule Appelle Moi Keyla et elle se produit sur scène la première fois lors de la journée culturelle de son université en 2014.
En 2016, elle sort sa première mixtape Come Back composée de 5 titres. En 2019, elle sort son premier album My Story,, puis femme fatale en 2020.

## Engagement
Elle est chanteuse et se bat contre les violences faites aux femmes, elle fait de son premier album une sorte de biographie et dénonce l’excision.

## Autres activités
Diplômée de journalisme, Keyla K fait ses débuts pendant une année à Évasion TV et radio avant de stopper en 2016.

## Albums

### Futuring
Keyla K a fait des futurings avec des musiciens guinéens, notamment le reggae man Takana Zion, Khady Diop, Moussa Mbaye, mais aussi avec la Sénégalaise Marema.

### Concerts
Elle a joué en Guinée lors des concerts de Black M, MHD, Aya Nakamura, puis en Afrique de l'ouest notamment au Sénégal.